# Bečva
La Bečva (in tedesco: Betschwa, anche Betsch o Beczwa) è un fiume della Repubblica Ceca, affluente di sinistra della Morava.

## Geografia

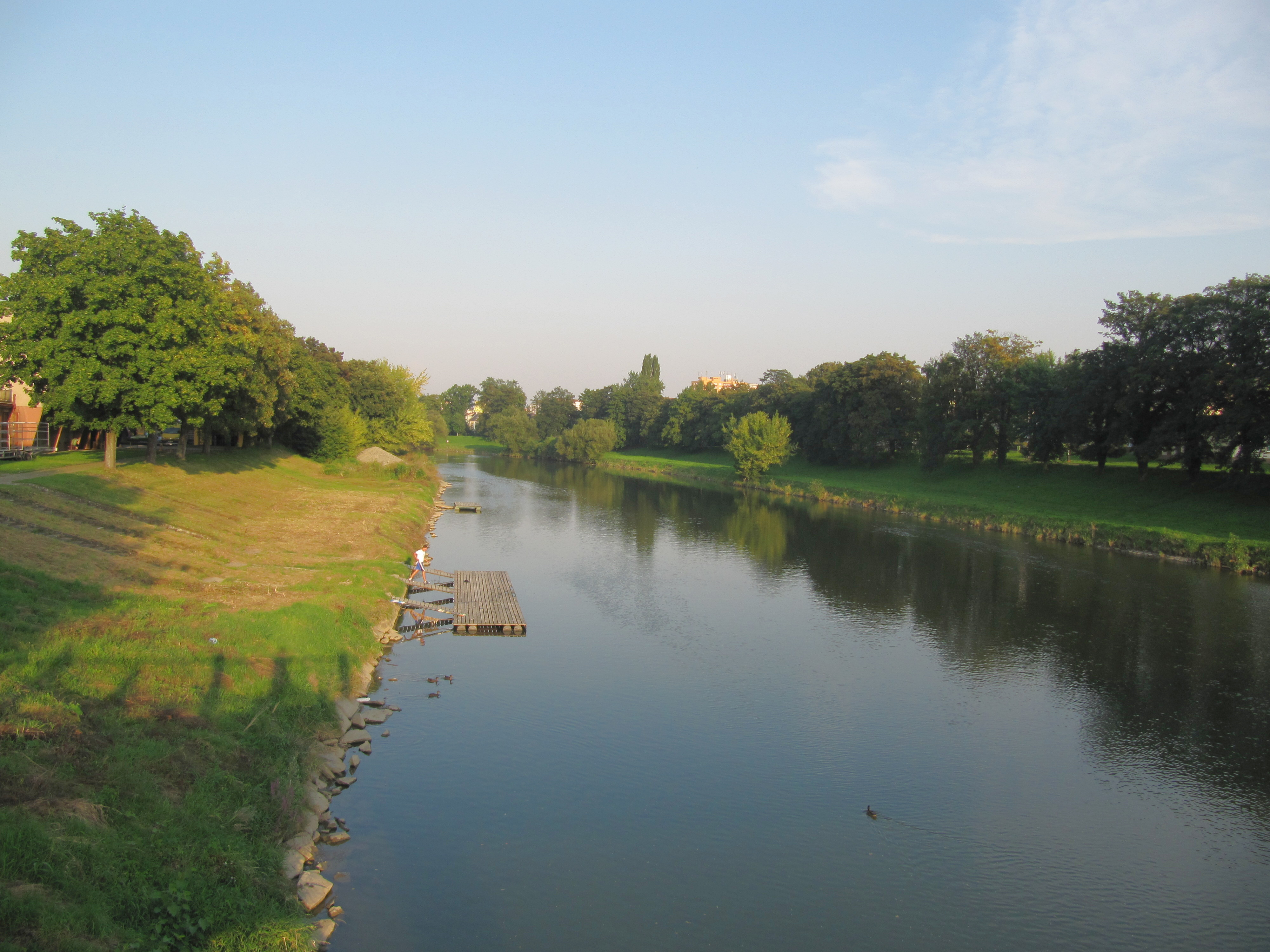
La Bečva a Přerov.

Il fiume ha origine dalla confluenza di due corsi d'acqua, la Rožnovská Bečva ("Basso Bečva") a nord (che separa i Beschidi Moravo-Slesiani a nord dai monti Hostýn-Vsetín a sud) e la Vsetínská Bečva ("Basso Bečva") a sud (la cui valle separa i monti Hostýn-Vsetín a nord dai Javorníky a sud).
Nei pressi della cittadina di Hranice la Bečva scorre in una dolina carsica, nei pressi della quale si trova l'abisso di Hranice, un pozzo naturale allagato profondo 473,5 m, situato all'interno della riserva naturale nazionale Hůrka u Hranic.
L'ultimo tratto del fiume, a valle di uno sbarramento artificiale nei pressi dell'abitato di Troubky, viene denominato Malá Bečva ("Piccola Bečva") e sfocia nella Morava a Troubky, neo pressi della città di Přerov.
Lungo i suoi 62 km bagna le città di Přerov, Valašské Meziříčí, Hranice e Lipník nad Bečvou; il bacino idrografico si estende per 1626 km².